# Atherigona univittata
Atherigona univittata este o specie de muște din genul Atherigona, familia Muscidae, descrisă de Deeming și Overman în anul 1987.
Este endemică în Kenya. Conform Catalogue of Life specia Atherigona univittata nu are subspecii cunoscute.